# Omicidio di Giulia Tramontano
L'omicidio di Giulia Tramontano è un caso di cronaca nera avvenuto a Senago, nella città metropolitana di Milano, il 27 maggio 2023.
Insieme all'omicidio di Giulia Cecchettin, è stato il caso che negli anni duemilaventi ha maggiormente contribuito ad alimentare, presso l'opinione pubblica italiana, il dibattito sul femminicidio e sulla violenza di genere.

Giulia Tramontano

## I fatti
Nella giornata di domenica 28 maggio 2023 venne denunciata la scomparsa di Giulia Tramontano, nata a Napoli il 2 maggio 1994, in stato di gravidanza al settimo mese. La donna svolgeva la professione di agente immobiliare a Senago, località dove si era trasferita cinque anni prima da Sant'Antimo, città metropolitana di Napoli per andare a convivere con il fidanzato Alessandro Impagnatiello.
Fu proprio lui a denunciare la scomparsa della compagna ai Carabinieri. Impagnatiello, 30 anni, lavorava come barman in un albergo di lusso ed era già padre di un bambino avuto da una precedente relazione sentimentale.
I familiari della donna sostennero fin dall'inizio che non si trattasse di un caso di allontanamento volontario, tanto che Chiara Tramontano, sorella di Giulia, nella stessa serata del 28 maggio, contattò la redazione del programma televisivo Chi l'ha visto?, dopo che il telefono della sorella era risultato non più reperibile. L'ultimo contatto risale infatti alle ore 21:43 di sabato 27 maggio, momento in cui Giulia, via messaggio, salutò la madre comunicandole di andare a riposare.
Il telefono della donna risultò effettivamente non più attivo dalla tarda serata del 27 maggio; Alessandro Impagnatiello, dal proprio canto, si recò a fare la denuncia di scomparsa della donna nel pomeriggio di domenica 28, dopo essersi recato al lavoro. L'uomo dichiarò inizialmente di avere visto per l'ultima volta Giulia quella domenica mattina sul letto in pigiama, al momento di uscire di casa per andare a lavorare, ma già al momento della denuncia il suo racconto risultò poco credibile; Impagnatiello, inoltre, fornì alle forze dell'ordine un indirizzo inesistente per cercare la fidanzata.
Dalle indagini emerse che la donna aveva da poco scoperto che il fidanzato conduceva una doppia vita sentimentale, in quanto intratteneva una relazione clandestina con una collega italo inglese, la quale era precedentemente rimasta incinta ma aveva fatto ricorso all'interruzione volontaria di gravidanza.
Nell'automobile di Impagnatiello furono rilevate tracce biologiche appartenenti a Giulia, di conseguenza l'uomo diventò ufficialmente indagato per omicidio. Si scoprì inoltre che con la sua collega e amante (della quale inizialmente non venne rivelata l'identità ai mass media) Impagnatiello aveva sempre parlato di Giulia in maniera denigratoria e sminuente, attribuendole persino un disturbo mentale.
Tra il 31 maggio e il 1º giugno, Impagnatiello dichiarò di essere il responsabile della morte di Giulia e fornì indicazioni agli inquirenti allo scopo di far ritrovare il suo cadavere. La donna risultò essere stata uccisa all'interno dell'abitazione in cui la coppia conviveva, con numerose coltellate. Inoltre furono effettuati da Impagnatiello due tentativi di bruciare il suo corpo: il primo nella vasca da bagno di casa utilizzando alcol etilico denaturato, il secondo fuori dall'appartamento con della benzina. Impagnatiello fu quindi incriminato per omicidio aggravato, interruzione di gravidanza non consensuale e occultamento di cadavere. Dalle analisi effettuate sul suo telefono, risultò anche che Impagnatiello effettuò ricerche sul web relative a come eliminare un corpo e come cancellare le tracce di sangue.
Dopo che Tramontano fu uccisa, il suo telefono e i suoi documenti furono gettati in un tombino. Prima di disfarsi del suddetto telefono, Impagnatiello lo utilizzò con il preciso scopo di depistare le indagini.
Attraverso l'autopsia, si scoprì che sia nel sangue della donna, sia nel bambino che portava in grembo, era presente una quantità notevole di veleno per topi. Fu riscontrato anche che Impagnatiello, nei mesi antecedenti all'omicidio, aveva effettuato ricerche sul web riguardo alla quantità di veleno per topi necessaria per uccidere una persona, alle modalità di somministrazione del veleno e alle tempistiche con cui avrebbe dovuto fare effetto. Giulia Tramontano si era lamentata con le amiche di avere terribili dolori allo stomaco e di sentirsi come se fosse stata drogata, ma non aveva sospettato minimamente del suo fidanzato. Dall'autopsia emerge anche che Tramontano fu colpita inizialmente alle spalle per poi essere ulteriormente colpita in varie zone del collo. In totale le sono state inferte 37 coltellate, nessuna delle quali però su un punto vitale. La vittima morì quindi per dissanguamento, dettaglio che ha fatto scattare l'aggravante della crudeltà, insieme a quello della premeditazione dovuto al veleno somministrato costantemente per mesi.

## Reazioni

Alessandro Impagniatiello, la figura centrale, entra in tribunale durante la prima udienza

Il delitto ha suscitato un notevole sdegno e indignazione da parte degli organi di stampa, dei commentatori televisivi e degli editorialisti. È stato messo in evidenza come il problema del femminicidio sia solamente la punta dell'iceberg, in quanto ogni giorno le donne sopportano abusi e sopraffazioni. Il modo in cui è stata trattata la vicenda ha suscitato critiche negative da parte delle rappresentanti del movimento femminista, in particolare riguardo ad alcune narrazioni stereotipate che si limiterebbero a etichettare gli autori di crimini come questo come "mostri" o "malati", anziché riconoscere e considerare la violenza maschile come un fenomeno sistematico figlio della cultura dello stupro e del patriarcato.
La presidente del consiglio Giorgia Meloni ha telefonato personalmente alla madre di Giulia Tramontano per esprimerle il suo cordoglio appena era stata resa nota la notizia dell'omicidio.

## Il processo
Il 18 gennaio 2024 inizia il processo di primo grado contro Alessandro Impagnatiello. Il primo atto sono le dichiarazioni spontanee dell'imputato, che ammette la sua colpevolezza. I capi di accusa sono: omicidio volontario aggravato dalla premeditazione, dalla crudeltà, dai futili motivi e dal vincolo di convivenza, interruzione non consensuale di gravidanza e occultamento di cadavere. I giudici decidono di non accettare la richiesta di costituirsi parte civile avanzata dal comune di Senago, dall'Associazione Penelope e dall'Associazione Polis. L'unica parte civile del processo è quindi la famiglia della vittima Giulia Tramontano.
Nel corso delle successive udienze del primo grado l'assassino riconosce di avere avvelenato la sua vittima nei mesi precedenti all'omicidio, ma afferma di averlo fatto al solo scopo di causarle un aborto. Conferma poi di averla uccisa in casa la sera del 27 maggio, di avere tentato di occultarne il cadavere senza riuscirci e di essere andato a pranzo dalla madre con il cadavere nel bagagliaio.
Il 25 novembre 2024 la Corte di Assise condanna Alessandro Impagnatiello all'ergastolo e a tre mesi di isolamento diurno per l'omicidio, tramite accoltellamento, di Giulia Tramontano. La condanna prevede anche un risarcimento pecuniario di 200000 € sia per il padre sia per la madre, e di 150000 € a testa per il fratello e la sorella.
Il 25 giugno 2025 la Corte di Assise di Appello di Milano ha riformato la sentenza in modo parziale escludendo la premeditazione tuttavia ha confermato la pena e condannato Impagnatiello alle spese di rappresentanza alle parti civili.

## Cultura di massa
A Giulia Tramontano è dedicata la canzone Migliore presente nell'album Hello World dei Pinguini Tattici Nucleari.
Il Comune di Milano ha conferito a Giulia Tramontano il premio "Ambrogino d'Oro alla memoria" e il Comune di Senago le dedica il programma di eventi "Per Giulia".
A Sant'Antimo un centro antiviolenza è stato intitolato a Giulia Tramontano e al figlio Thiago.
Il caso è stato raccontato anche nel podcast Indagini - Senago, Milano, 27 maggio 2023 (2025), in due puntate a cura di Stefano Nazzi. Podcast prodotto dalla testata giornalistica "Il Post".